# Константинова, Любовь Андреевна
Любовь Андреевна Константинова (21 октября 1994, Санкт-Петербург) — российская актриса телевидения и кино, известная по сериалу «Берёзка» и фильмам «Подольские курсанты» и «Праведник». Лауреат театральной премии «Московский комсомолец» за роль Катерины в спектакле «Гроза. Искушение» (Театр имени Н. В. Гоголя, 2023), лауреат ХIV Всероссийского Фестиваля исторических фильмов «Вече» за роль Маши Григорьевой в фильме «Подольские курсанты». Номинант сразу двух кинопремий «Золотой орёл-2024» за лучшую женскую роль в кино («Праведник») и лучшую женскую роль на телевидении («Лихорадка»).

## Биография
Любовь Константинова родилась в Санкт-Петербурге в 1994 году. Мама — Виктория Леонидовна, учитель английского языка, папа — Андрей Станиславович, работает сантехником. Родители отдали юную актрису с начала в детскую театральную студию «Кантабиле», а после Любовь продолжила занятия искусством в детско-юношеском театральном коллективе «Дуэт».
Поступила на обучение в школу-студию МХАТ, на курс Виктора Рыжакова, однако через год вернулась в Северную столицу и была зачислена в Российский государственный институт сценических искусств. Проходила обучение на курсе С. Д. Черкасского. В 2016 году завершила учёбу в высшем учебном заведении и стала работать в молодом профессиональном Городском театре.
С 2016 по 2019 годы трудилась актрисой в составе стажёрской группы Малого драматического театра — Театра Европы. В 2022 году была принята в театральную труппу Московского драматического театра имени Н. В. Гоголя.
Известность актрисе в кино принесли роли Вари Горшковой в телесериале «Берёзка» и медсестры Маши Григорьевой в фильме «Подольские курсанты». За роль Маши была удостоена награды за лучшую женскую роль на ХIV Всероссийском Фестивале исторических фильмов «Вече».
В 2023 году стала лауреатом театральной премии газеты «Московский комсомолец» в номинации «Начинающие. Лучшая женская роль» за роль Катерины в спектакле «Гроза. Искушение».
В 2023 году сыграла главную роль Ани Сиротиной в фильме «Праведник», в этом же году снялась в главной роли в телевизионном сериале «Лихорадка». По итогам 2023 года была номинирована сразу на две кинопремии «Золотой орёл»: за лучшую женскую роль в кино и лучшую женскую роль на телевидении.
Для большой зрительской аудитории была заметна работа Константиновой в клипе музыкальной группы «Ленинград» «Сиськи».

## Работы в театре
Театр имени Гоголя:
- 2023 — «Гроза. Искушение» по пьесе А. Н. Островского, режиссёр-постановщик — Антон Яковлев, роль - Катерина.

## Работы в кино
- 2016 — «Золотой транзит» (Маша, дочь Астахова);
- 2016 — «Колодец забытых желаний» (Ника в юности);
- 2017 — «Казнить нельзя помиловать» (Оля);
- 2017 — «Наживка для ангела» (Майя Ершова);
- 2017 — «Наступит рассвет» (Аня Федорчук);
- 2018 — «Берёзка» (Варя Горшкова);
- 2018 — «Девятая» (жена Ростова);
- 2020 — «Земля Эльзы» (Дарья);
- 2020 — «Общага» (Надя);
- 2020 — «Подольские курсанты» (Маша Григорьева);
- 2020 — «Условный мент-2» (Лиза);
- 2021 — «Бег улиток» (Вера);
- 2021 — «Подражатель» (Евгения);
- 2021 — «Спросите медсестру» (Лана);
- 2021 — «Чужой» (Света Савицкая, криминалист);
- 2021 — «В парке Чаир» (Люба);
- 2023 — «Лихорадка» (Полина Матецкая);
- 2023 — «Лица не раскрывать» (Наталья);
- 2023 — «Праведник» (Аня Сиротина);
- 2024 — «Горький-53» (Тоня);
- 2025 — «Домохозяин» (Наташа Шаталина);

## Награды и номинации
| Год  | Награда      | Категория                          | Роль              | Итог      | Ref.  |
| ---- | ------------ | ---------------------------------- | ----------------- | --------- | ----- |
| 2024 | Золотой орёл | Лучшая женская роль                | Праведник (фильм) | Номинация | [ 7 ] |
| 2024 | Золотой орёл | Лучшая женская роль на телевидении | Лихорадка         | Номинация | [ 7 ] |